# 압해도
압해도(押海島)는 전라남도 신안군 압해읍에 위치한 섬으로, 신안군청의 소재지이다. 지리적으로 목포에 가까우며, 현재 압해대교를 통해 육지와 연결되어 있다. 현재 암태도와 연결하는 천사대교가 건설 중에 있다.

## 대중 문화
시인 노향림이 어린 시절 목포시 산정동 야산에서 건너편 압해도를 바라보며 느꼈던 압해도에 가고 싶은 무한한 동경을 주제로, 60여 편의 압해도 연작시를 쓰기도 했다. 이 시집의 제목은 '그리움이 없는 사람은 압해도를 보지 못하네'이다. 압해읍과 재경압해 향우회에서는 학교리 소재 군립도서관 내 노향림 시비(詩碑)를 건립하였는데, 이것은 섬 지방에서 유일하게 볼 수 있는 시비이다.

## 관련 문화재
- 신안 압해도 수각류 공룡알 둥지 화석 (천연기념물 제535호)

## 참고
1. ↑  “지역별 관광명소 > 압해도”. 한국관광공사. 2010년 7월 13일.[깨진 링크(과거 내용 찾기)]